# Allogamus despaxi
Allogamus despaxi là một loài Trichoptera trong họ Limnephilidae. Chúng phân bố ở miền Cổ bắc.